# Elise Eskilsdatter
Elise Eskilsdatter, död omkring 1483, var en norsk kapare.
Elise var dotter till en skånsk riddare, och var redan 1430 gift med den norske riddaren Olav Nilsson, som mördades av tyskarna i Bergen 1455. Elise och hennes barn förde från 1460-talet öppet krig med dessa och bedrev ett omfattande kaperi mot deras handel. 1468 berövade Kristian I henne Ryfylke, som han haft i förläning, med motiveringen att han inte längre litade på hennes trohet. Elise Eskilsdatter verkar i likhet med de flera andra norska stormän ha varit motståndare till den danska väldet i Norge.